# Пиньян (Алижо)
Пиньян (порт. Pinhão) — район (фрегезия) в Португалии, входит в округ Вила-Реал. Является составной частью муниципалитета Алижо. По старому административному делению входил в провинцию Траз-уж-Монтиш и Алту-Дору. Входит в экономико-статистический субрегион Доуру, который входит в Северный регион. Население составляет 622 человек на 2021 год . Занимает площадь 3,00 км².